# Acaena × eglochidiata
Acaena × eglochidiata é uma espécie híbrida de rosácea do gênero Acaena, pertencente à família Rosaceae.